# Ullatti
Ullatti är en småort, fram till 2015 tätort, i Gällivare distrikt (Gällivare socken) i Gällivare kommun. 
Byn ligger vid berget Särkivaara efter Länsväg 394, 60 kilometer öster om Gällivare och 90 kilometer väster om Pajala. Här finns Ullatti kyrka, Ullattimacken EK, gruppboendet Bergsgläntan med mera.
I byn verkar även flera föreningar, däribland Ullatti IF, Ullatti Fiskevårdsförening, Andelstvättstugan, PRO med flera.
Byn grundades före 1685 av Mickel Grelsson (död 1721) som antagligen var från Tärendö. 1868 bestod byn av 16 hushåll och hade 126 invånare.
Idag finns det två böcker om Ullatti. Första boken heter "Ullatti - Förr och nu" och kom ut 2011. Den andra boken heter "Ullatti - Gårdar och folk" och kom ut 2014. Bägge är skrivna av Ullattis bokcirkelgrupp som med hjälp av byborna tagit fram byns historia genom tiderna. Böckerna finns i ett begränsat antal exemplar.

## Befolkningsutveckling
| Befolkningsutvecklingen i Ullatti 1950–2020                                                                              | Befolkningsutvecklingen i Ullatti 1950–2020 | Befolkningsutvecklingen i Ullatti 1950–2020 | Befolkningsutvecklingen i Ullatti 1950–2020 | Befolkningsutvecklingen i Ullatti 1950–2020 |
| --- | ------------------------------------------- | ------------------------------------------- | ------------------------------------------- | ------------------------------------------- |
| |                                             |                                             |                                             |                                             |
| År |                                             |                                             | Folkmängd                                   | Areal (ha)                                  |
| 1950 | 1950                                        |                                             | 328                                         | ##                                          |
| 1960 | 1960                                        |                                             | 426                                         | 136                                         |
| 1965 | 1965                                        |                                             | 380                                         | 136                                         |
| 1970 | 1970                                        |                                             | 303                                         |                                             |
| 1975 | 1975                                        |                                             | 252                                         |                                             |
| 1980 | 1980                                        |                                             | 255                                         |                                             |
| 1990 | 1990                                        |                                             | 274                                         | 156                                         |
| 1995 | 1995                                        |                                             | 268                                         | 159                                         |
| 2000 | 2000                                        |                                             | 249                                         | 159                                         |
| 2005 | 2005                                        |                                             | 230                                         | 159                                         |
| 2010 | 2010                                        |                                             | 213                                         | 157                                         |
| 2015 | 2015                                        |                                             | 139                                         | 84#                                         |
| 2020 | 2020                                        |                                             | 120                                         | 64#                                         |
| Anm.: Ej tätort 2015. Istället splittrad i två småorter. ## Som tätort/befolkningsagglomeration 1920–1950. # Som småort. |                                             |                                             |                                             |                                             |

2015 justerade SCB definitionen för tätorter något, varvid man fann att avstånden mellan de olika husområdena är för stort för att området skall kunna utgöra en gemensam tätort och delarna har för få boende för att i sig kunna utgöra tätorter. Från 2015 avgränsades här då småorter, denna och Ullatti södra. Vid avgränsningen 2020 så uppfyllde den för södra delen inte längre kraven på småort och den avregistrerades
Vid folkräkningen år 1890 fanns det 222 personer som var skrivna i Ullatti.